# Nissan R391

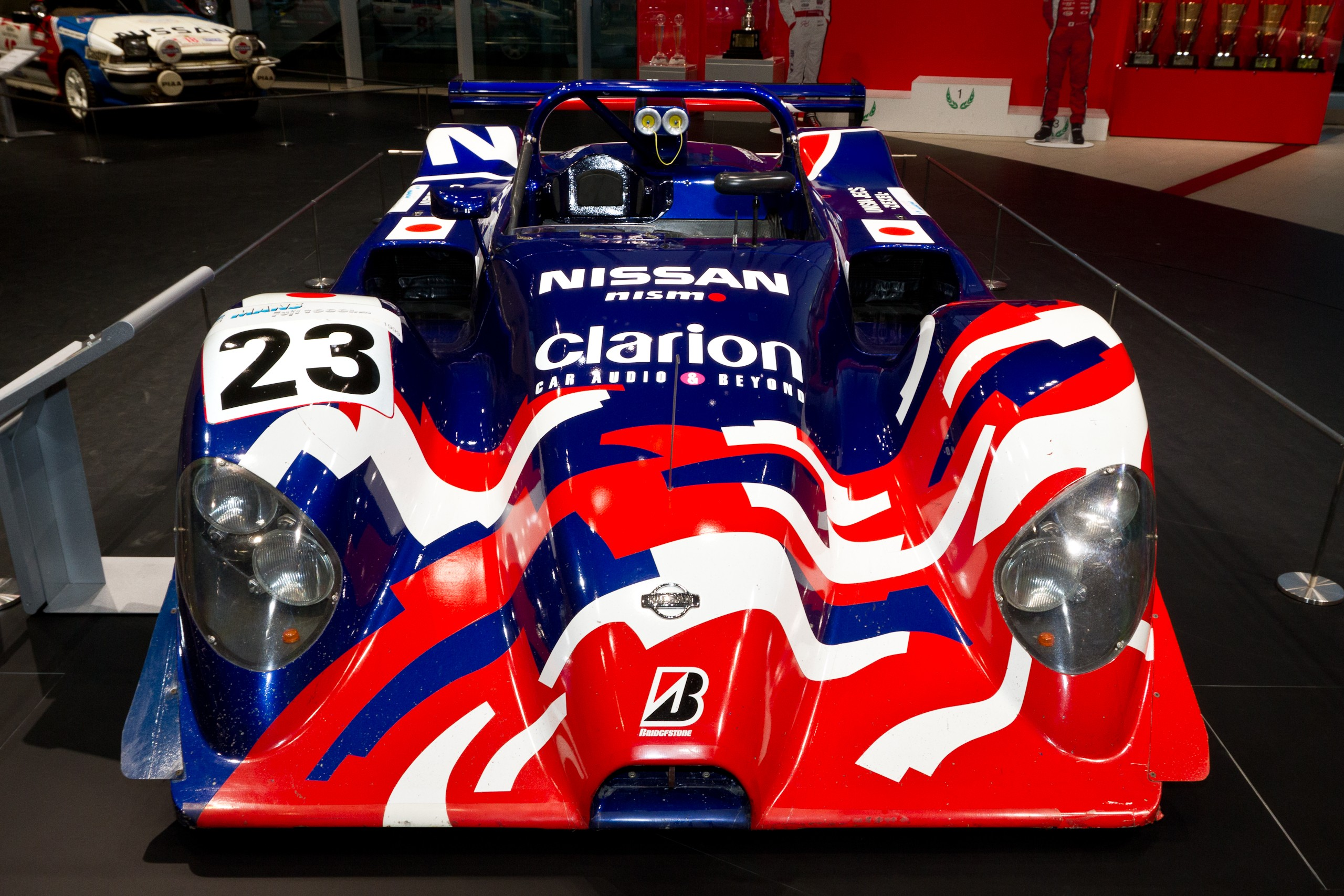
Nissan R391 exposée au Nissan Global Headquarters à Nishi-ku.

La Nissan R391 est une barquette de course développée par Nissan en collaboration avec Courage Compétition. Elle a participé à plusieurs compétitions d'endurance comme les 24 Heures du Mans ou les 1 000 kilomètres de Fuji 1999.